# Kim Yong-nam
Kim Yong-nam (김영남 en coreà) (4 de febrer de 1928) és el president de l'Assemblea Suprema del Poble de Corea del Nord des del 5 de setembre de 1998 - 11 de abril de 2019, Prèviament va ser ministre d'Exteriors de 1983 a 1998. En funció del seu càrrec, representa Corea del Nord en viatges internacionals i així ha fet visites institucionals a diversos països com Mongòlia, Algèria, Egipte i Singapur, a més d'una gira per Àfrica al març de 2008.
Successor : Choe Ryong-hae